# Condado de Salinas
El condado de Salinas es un título nobiliario español creado en 1470 por el rey de Castilla Enrique IV a favor de Diego Gómez Sarmiento y Mendoza, señor de la villa e infantazgo de Salinas de Añana en la provincia de Álava.
Salinas de Añana se precia de la gran antigüedad de su villazgo, que le fue otorgado a principios del siglo XII por el rey Alfonso I de Aragón, y confirmado en 1140 por Alfonso VII de Castilla, siendo la primera población vascongada en recibir un fuero de este tipo.
El señorío de Salinas fue durante la Edad Media un infantazgo que los monarcas castellanos solían ceder a señoras de su familia, como Leonor, hija de Fernando IV, que lo llevó en dote al casar con el rey Alfonso IV de Aragón. El 12 de abril de 1375 el rey Enrique II se lo entregó por juro de heredad a Leonor Enríquez de Castilla, su sobrina carnal, hija del maestre Fadrique Alfonso de Castilla y nieta de Alfonso XI, para que contrajese matrimonio con Diego Gómez Sarmiento, hijo del adelantado Diego Pérez Sarmiento. Su nieto Pedro Ruiz Sarmiento vinculó el señorío de Salinas en 1463, y fue padre del primer conde.

## Historia de los condes de Salinas
- Diego Gómez Sarmiento y Mendoza (m. 1490), I conde de Salinas ,[1] repostero mayor del rey, VI señor de Salinas de Anaya.[4], Era hijo de Pedro Ruiz Sarmiento, V señor de Salinas, y de su esposa María de Mendoza.

Casó con Marina de Villandrando y Zúñiga, hermana del II conde de Ribadeo. Le sucedió su hijo:
- Diego Pérez Sarmiento de Villandrando y Zúñiga, II conde de Salinas.[4]

Casó con María de Ulloa y Castilla, hija de Rodrigo de Ulloa, II señor de la Mota y de Aldonza de Castilla, bisnieta del rey Pedro I de Castilla. Le sucedió su hijo:
- Diego Gómez Sarmiento de Villandrando y Ulloa, III conde de Salinas y III conde de Ribadeo.[5]

Casó con Brianda de la Cerda y Mendoza, señora de Miedes. Le sucedió, de su hijo Diego Sarmiento de Villandrando y de la Cerda que había casado con Ana Pimentel y Manrique, el hijo de ambos, por tanto su nieto:
- Rodrigo Sarmiento de Villandrando y Pimentel, IV conde de Salinas, IV conde de Ribadeo.[5]

Casó con Antonia de Ulloa y Pardo Tavera, hija de Rodrigo de Ulloa I marqués de la Mota. Le sucedió su hija:
- María Ana Sarmiento de Villandrando y Ulloa (1575-1595), V condesa de Salinas,[6] V condesa de Ribadeo.[5]

Casó, siendo su segunda esposa, en octubre de 1591 con Diego de Silva y Mendoza, III duque de Francavilla, I marqués de Alenquer. Le sucedió su hijo:
- Pedro Sarmiento de Silva y Villandrando (m. junio de 1599), VI conde de Salinas y VI conde de Ribadeo.[5] Falleció a los cinco años de edad. Le sucedió la hermana de su madre, su tía carnal:

- Mariana Sarmiento de Villandrano y Ulloa, VII condesa de Salinas, VII condesa de Ribadeo.

Casó con su cuñado, viudo de su hermana María Ana, Diego de Silva y Mendoza, III duque de Francavilla, I marqués de Alenquer. Le sucedió su hijo:
- Rodrigo Sarmiento de Silva y Villandrando (Madrid, 1600-Bembibre-1644), VIII conde de Salinas,[8] VIII conde de Ribadeo y II marqués de Alenquer.[9]

Casó en 1622 con Isabel Margarita Fernández de Híjar y Castro-Pinós, IV duquesa de Híjar, IV duquesa de Aliaga, IV duquesa de Lécera, IX condesa de Belchite,} III condesa de Guimerá. Le sucedió su hijo:
- Jaime Francisco Sarmiento de Silva y Fernández de Híjar (1625-Madrid, 25 de febrero de 1700), IX conde de Salinas,[11] virrey de Aragón, V duque de Aliaga, V duque de Híjar, IX conde de Ribadeo, IV conde de Vallfogona, III conde de Guimerá,[11] XIV vizconde de Ebol,[11] XVI de Canet, XV de Illa y IV de Alquerforadat.[11]

Contrajo un primer matrimonio en 1654 con Ana Enríquez de Almansa de la Cueva, hija de Juan Enríquez de Borja y Almansa, VIII marqués de Alcañices, II marqués de Santiago de Oropesa, y de su mujer Ana Enríquez de la Cueva.
En segundas nupcias, se casó con Mariana Pignatelli de Aragón, hija de Ettore IV Pignatelli, IV príncipe de Noia, VI marqués de Cerchiari, VI duque de Monteleone etc., y de Giovana Tagliavia de Aragón, V princesa de Castelvetrano, V duquesa de Terranova etc.
En terceras nupcias, se casó en diciembre de 1682 con Antonia Pimentel y Benavides, hija de Antonio Pimentel de Herrera y Zúñiga, XI conde y VIII duque de Benavente, etc. y de su primera mujer Isabel Francisca de Benavides y de la Cueva, III marquesa de Jabalquinto. Le sucedió, de su segundo matrimonio, su hija:
- Juana Petronila de Silva y Aragón Fernández de Híjar y Pignatelli (1669-2 de abril de 1710), X condesa de Salinas,[11] VI duquesa de Aliaga, VI duquesa de Híjar, V condesa de Vallfogona, IV condesa de Guimerá, XII condesa de Ribadeo V vizcondesa de Alquerforadat, XV vizcondesa de Evol, XVI de Illa y XVII de Canet.[11]

Casó en primeras nupcias con su sobrino Fadrique de Silva Portugal Mendoza y Carvajal, IV marqués de Orani.
En segundas nupcias se casó en 1701 con Fernando de Pignatelli y Brancia, I duque de Santo Mauro. Le sucedió, de su primer matrimonio, su hijo:
- Isidro Francisco de Silva y Fernández de Híjar (Madrid, 8 de julio de 1690-Zaragoza, 9 de marzo de 1749), XI conde de Salinas,[12] VII duque de Aliaga,[12] VII duque de Híjar, V marqués de Orani, VI conde de Vallfogona, V conde de Guimerá, XIII conde de Ribadeo, XV vizconde de Illa, XVIII vizconde de Canet, VI de Alquerforadat XVI de Evol yXVII de Illa.[12]

Casó en primeras nupcias en Valladolid el 24 de octubre de 1711 con Luisa de Moncada y Benavides, hija de Guillén Ramón VII de Moncada y Portocarrero, VI marqués de Aytona, marqués de Villareal, conde de Medellín, duque de Camiña, conde de Ossona, vizconde de Cabrera, de Bas, y de su mujer María Ana de Benavides y Aragón. Sin descendientes de este matrimonio.
Contrajo un segundo matrimonio el 24 de marzo de 1717 con Prudencia Feliche Portocarrero y Villalpando, hija de Cristóbal Portocarrero y Osorio, IV conde del Montijo, III conde de Fuentidueña, XIII marqués de la Algaba, IV marqués de Valderrábano, IX marqués de Ardales, y de su tercera mujer María Regalada de Villalpando, XIV marquesa de Osera, etc. Le sucedió, de su segundo matrimonio:
- Joaquín Diego de Silva y Moncada (Madrid, 6 de julio de 1721-28 de noviembre de 1758), XII conde de Salinas,[12] VIII duque de Aliaga, VIII duque de Híjar, XII duque de Lécera,[13] VI marqués de Orani, VIII conde de Vallfogona, VI conde de Guimerá, XVII conde de Belchite, XIV conde de Ribadeo, XII marqués de Montesclaros, IX conde de Palma del Río, vizconde de Illa, XIX de Canet, VII de Alquerforadat, XVII vizconde de Ansovell y XVII vizconde de Ebol.[12]

Casó el 20 de marzo de 1739 con María Engracia Abarca de Bolea y Pons de Mendoza, hija de Pedro Alcántara Abarca de Bolea y Bermúdez de Castro (alias Abarca de Bolea y Ximénez de Urrea), II duque de Almazán, IX conde de Aranda, marqués de Torres de Aragón, y de Josefa Pons de Mendoza, II condesa de Robles, baronesa de Sangarrén. Le sucedió su hijo:
- Pedro Pablo de Alcántara de Silva Fernández de Híjar y Abarca de Bolea (Villarrubia de los Ojos, 25 de noviembre de 1741-23 de febrero de 1808), XIII conde de Salinas,[12] V duque de Bournonville,[14] XIII duque de Lécera,[13] IX duque de Híjar,[14] XV conde de Ribadeo,[12] VIII conde de Vallfogona,[12] IX duque de Aliaga,[15] V duque de Almazán,[12] VII marqués de Orani,[12] VII conde de Guimerá,[12] IX marqués de Almenara,[12] XIII marqués de Montesclaros, V marqués de Rupit,[16] X conde de Palma del Río, XV conde de Belchite, XVII vizconde de Ebol, vizconde de Illa, de Canet, de Alquerforadat, de Ansovell, IX conde de Aranda, VI marqués de Torres de Aragón, VI marqués de Vilanant,[12] IX conde de Castellflorit. Era hijo de Joaquín Diego de Silva Fernández de Híjar, duque de Híjar, VIII duque de Aliaga, XII conde de Salinas, XIV conde de Ribadeo, VI marqués de Orani, etc., y de María Engracia Abarca de Bolea y Pons de Mendoza.[12]

Casó el 16 de julio de 1761 con Rafaela de Palafox y Croy d'Havré y Centurión, hija de Joaquín Felipe de Palafox y Centurión, IX marqués de La Guardia, IX marqués de Guadalest, VII marqués de Armunia, VI marqués de Ariza, conde de Santa Eufemia. Le sucedió su hijo:
- Agustín Pedro de Silva Fernández de Híjar y Palafox  (Madrid, 14 de abril de 1773-12 de diciembre de 1817)XIV conde de Salinas,[12] VI duque de Bournonville,[17] XIV duque de Lécera,[13] X duque de Híjar,[15] XVI conde de Ribadeo,[18] IX conde de Vallfogona,[18] X duque de Aliaga,[15] VI duque de Almazán,[18] marqués de Almenara, XIV marqués de Montesclaros, XI conde de Palma del Río,[18] XIX conde de Belchite,[18] VIII conde de Guimerá,[18] XII conde de Aranda,[18] VI marqués de Rupit,[18] VII marqués de Torres de Aragón, VII marqués de Vilanant,[18] X conde de Castellflorit, XVIII vizconde de Ebol, vizconde de Illa, de Canet, de Alquerforadat y de Ansovell, académico de número de la Real Academia Española, gentilhombre de cámara con ejercicio y servidumbre, caballero de la Orden del Toisón de Oro y gran cruz de Carlos III.[18]

Casó el 24 de enero de 1790 con María Francisca Fitz-James Stuart y Stolberg, hija de Carlos Bernardo Fitz-James Stuart y Silva, XI marqués de la Jamaica IV duque de Berwick, IV duque de Liria y Jérica, XI duque de Veragua, X duque de la Vega de la Isla de Santo Domingo, VI marqués de Tarazona, V marqués de San Leonardo, marqués de la Mota, XIII conde de Gelves, VIII conde de Ayala, XII conde de Monterrey, y de Carolina Augusta zu Stolberg-Gedern, princesa de Hornes. Le sucedió su única hija:
- Francisca Javiera de Silva y Fitz-James Stuart (1795-16 de septiembre de 1818), XV condesa de Salinas,[18] VII duquesa de Bournonville,[17] XV duquesa de Lécera,[13] XI duquesa de Híjar,[15] XVII condesa de Ribadeo,[18] X condesa de Vallfogona,[18] XI duquesa de Aliaga,[19] VII duquesa de Almazán,[18] VIII marquesa de Orani, marquesa de Almenara, XV marquesa de Montesclaros, VII marquesa de Rupit,[18] XII condesa de Palma del Río, XX condesa de Belchite,[18] IX condesa de Guimerá,[18] XIII condesa de Aranda,[18] XI conde de Castellflorit, VIII marquesa de Torres de Aragón, VIII marquesa de Vilanant,[18] XIX vizcondesa de Ebol, vizcondesa de Illa, de Canet, de Alquerforadat y de Ansovell.

Murió soltera sin descendientes. Le sucedió el hermano de su padre, su tío carnal:
- José Rafael Fadrique de Silva Fernández de Híjar y Palafox (Madrid, 29 de marzo de 1776-ibidem, 16 de septiembre de 1863), XVI conde de Salinas,[18] VIII duque de Bournonville,[17] XVI duque de Lécera,[13] XII duque de Híjar,[15] XVIII conde de Ribadeo,[18] XI conde de Vallfogona,[18] XII duque de Aliaga,[13] VIII duque de Almazán,[18] VIII marqués de Orani,[18]  marqués de Almenara, XVI marqués de Montesclaros, XIII conde de Palma del Río, XXI conde de Belchite,[18] X conde de Guimerá,[18]  XIV conde de Aranda,[18] XII conde de Castellflorit, VIII marqués de Rupit,[18] IX marqués de Torres de Aragón, IX marqués de Vilanant,[18] XI vizconde de Alquerforadat,[18]  XX vizconde de Ebol, Sumiller de Corps de los reyes Fernando VII e Isabel II, caballero de la Orden del Toisón de Oro, Orden de Carlos III|gran cruz de Carlos III y senador.[18]

Casó el 9 de agosto de 1801 con Juana Nepomucena Fernández de Córdoba Villarroel y Spínola de la Cerda, VIII condesa de Salvatierra, VII marquesa del Sobroso, marquesa de Loriana, marquesa de Baides, X marquesa de Jódar, marquesa de la Puebla, marquesa de Villoria, marquesa de Valero, VII marquesa de San Vicente del Barco, VII marquesa de Fuentehoyuelo, vizcondesa de Villatoquite, hija de José Fernández de Córdoba Sarmiento de Sotomayor, VII conde de Salvatierra. Le sucedió su hijo primogénito:
- Cayetano de Silva y Fernández de Córdoba (Madrid, 8 de noviembre de 1805-Perpiñán, 25 de enero de 1865), XVII conde de Salinas,[20] XVII duque de Lécera,[13] XIII duque de Híjar, VIII duque de Almazán, IX duque de Bournonville, X marqués de Orani, XI marqués de Almenara, X marqués de Vilanant, XI marqués de Jódar, XV conde de Aranda, XIX conde de Ribadeo, XIII conde de Vallfogona, vizconde de Alquerforadat, XXI vizconde de Ebol, etc.

Casó el 11 de enero de 1826 con María Soledad Bernuy y Valda, hija de Ana Agapita de Valda y Teigeiro, IX marquesa de Valparaíso, marquesa de Albudeite. Le sucedió su hijo:
- Agustín de Silva y Bernuy (m. 1872), XVIII conde de Salinas,[21] IX duque de Bournonville,[17][22] XVIII duque de Lécera,[13] XIV duque de Híjar, XX conde de Ribadeo,[21] X marqués de Orani,[21] VIII marqués de San Vicente del Barco, marqués del Sobroso, XV marqués de Almenara, XIV conde de Aranda, conde de Castellflorit, X conde de Salvatierra, vizconde de Alquerforadat, vizconde de Ebol, príncipe della Portella.

Casó el 5 de enero de 1852 con su tía, Luisa Ramona Fernández de Córdoba y Vera de Aragón, hija de Francisco de Paula Fernández de Córdoba y Lasso de la Vega, XIX conde de la Puebla del Maestre, y de María Manuela de Vera de Aragón y Nin de Zatrillas, marquesa de Peñafuerte. Sin descendientes. Le sucedió:
- Jaime de Silva y Mitjans (Madrid, 8 de junio de 1893-ibid., 24 de abril de 1975),[23] XIX conde de Salinas (real decreto de rehabilitación de 8 de marzo de 1918)[24] XX duque de Lécera,[13] XII duque de Bournonville,  VIII marqués de Fuentehoyuelo (por rehabilitación en 1921), X marqués de Rupit, XII marqués de las Torres,  XI marqués de Vilanant (por rehabilitación a su favor en 1921), VIII conde de Castellflorit, (rehabilitado a su favor en 1921), y XII vizconde de Alquerforadat, vizconde de Ebol, gentilhombre de cámara del rey Alfonso XIII con ejercicio y servidumbre. Era hijo de Jaime de Silva y Campbell, XIX duque de Lécera,[25] X duque de Bournonville y senador vitalicio, y de su esposa Agustina Mitjans y Manzanedo.[24]

Casó el 26 de abril de 1919 con María del Rosario Agrela y Bueno (Granada, 1897-Madrid, 29 de julio de 1953), II condesa de Agrela, hija de Mariano Agrela y Moreno, I conde de Agrela, y de Leticia Bueno Garzón, también dama de la reina Victoria Eugenia de España e íntima amiga y confidente de esta. Le sucedió su hijo:
- Jaime de Silva y Agrela (1910-1996), XX conde de Salinas por cesión paterna (decreto del 25 de mayo de 1951),[24] XXI duque de Lécera,[25] XIII duque de Bournonville, IX marqués de Fuentehoyuelo, XIII marqués de las Torres, XI marqués de Rupit, IX conde de Castellflorit, XIII conde de Vallfogona, XXI duque de Lecera, III conde de Agrela (rehabilitación 1985), XV vizconde de Alquerforadat.

Casó el 29 de junio de 1945 con Ana María de Mora y Aragón (1921-2006), hija de Gonzalo de Mora, IV marqués de Casa Riera, y hermana de Fabiola de Mora y Aragón, anterior reina consorte de los belgas. Le sucedió su hijo:
- Jaime de Silva y Mora (Madrid, 31 de mayo de 1946-2007), XXI conde de Salinas,[24] XXII duque de Lécera[25] y IV conde de Agrela.[24]

Casó con María Leticia Allende y Milans del Bosch. Le sucedió su hija:
- María Leticia de Silva y Allende (1983), XXII condesa de Salinas[20] y XXIII duquesa de Lécera.[25][24] Casada con Michael Vermehren y Batthyáni de Német-Ujvár.[20]